# يوكوسوكا أر 2 واي
يوكوسوكا أر 2 واي كييون (بالإنجليزية: R2Y Keiun)(باليابانية: 景雲 وتعني "سحابة رقيقة") هي طائرة استطلاع تجريبية صُنعت في اليابان في أواخر الحرب العالمية الثانية.

## التصميم والتطوير
بعد إلغاء مشروع الطائرة أر 2 واي بسبب ضعف توقعات أدائها، كُلّف تصميم الطائرة أر 2 واي لصالح البحرية الإمبراطورية اليابانية. تميزت هذه الطائرة باستخدام محركين متصلين يدفعان مروحة واحدة، كما جاءت مزودة بعجلات هبوط ثلاثية.
اكتمل بناء النموذج الأولي في أبريل 1945، وأجرت أول رحلة قصيرة في 8 مايو، إلا أنه دُمرت في غارة جوية أمريكية بعد أيام قليلة، مما أدى إلى إيقاف تطويرها. كما تم اقتراح تطوير نسخة جديدة من الطائرة بمحركات نفاثة من نوع ميتسوبيشي Ne-330، لتصبح قاذفة خفيفة نفاثة، وسُميت هذه النسخة R2Y2 Keiun Kai، لكنها لم تُبنَ قبل انتهاء الحرب.

## المواصفات

### الخصائص العامة
- الطاقم: 2 (طيار ومشغل راديو)
- الطول: 13.04 متر (42 قدم 9 إنش)
- طول المسافة بين الجناحين: 13.99 متر (45 قدم 11 إنش)
- الارتفاع: 4.23 متر (13 قدم 11 إنش)
- مساحة الجناح: 33.99 متر مربع (365.9 قدم مربع)
- الوزن الفارغ: 6,015 كجم (13,261 رطل)
- الوزن الإجمالي: 8,100 كجم (17,857 رطل)
- الوزن الأقصى عند الإقلاع: 9,400 كجم (20,723 رطل)
- سعة الوقود: 1,555 لتر (411 جالون أمريكي؛ 342 جالون بريطاني)

### المحرك
- محرك واحد: Aichi Ha-70 (موحد)، يتكون من محركي V-12 مائي التبريد متصلين معًا، 24 أسطوانة
- قوة الإقلاع: 2,500 كيلوواط (3,400 حصان)
- القوة عند ارتفاع 3,000 متر (9,800 قدم): 2,312 كيلوواط (3,100 حصان)
- المراوح: مروحة معدنية بست شفرات ذات سرعة ثابتة

### الأداء
- السرعة القصوى: 718.5 كم/س (446.5 ميل/س، 388 عقدة) على ارتفاع 10,000 متر (33,000 قدم)
- سرعة الطيران المستمرة: 463 كم/س (288 ميل/س، 250 عقدة) على ارتفاع 4,000 متر (13,000 قدم)
- سرعة الهبوط: 166 كم/س (103 ميل/س، 90 عقدة)
- المدى: 3,139 كم (1,950 ميل، 1,695 ميل بحري)
- مدى النقل (رحلات نقل): 3,611 كم (2,244 ميل، 1,950 ميل بحري)
- أقصى ارتفاع تشغيلي: 11,700 متر (38,400 قدم)
- الزمن للوصول إلى ارتفاع 10,000 متر (33,000 قدم): 21 دقيقة
- الحمولة على الجناح: 238.26 كجم/م² (48.80 رطل/قدم²)
- نسبة القوة إلى الوزن: 0.316 كيلوواط/كجم (0.192 حصان/رطل)